# Sthenelais orientalis
Sthenelais orientalis är en ringmaskart som beskrevs av Thomas Henry Potts 1910. Sthenelais orientalis ingår i släktet Sthenelais och familjen Sigalionidae. Inga underarter finns listade i Catalogue of Life.